# لفشاتلا (عين كرمة)
لفشاتلا هو دُوَّار يقع بجماعة الوادين، إقليم مولاي يعقوب، جهة فاس مكناس في المملكة المغربية. ينتمي الدوّار لمشيخة عين كرمة التي تضم 19 دوار. يقدر عدد سكانه بـ 481 نسمة حسب الإحصاء الرسمي للسكان والسكنى لسنة 2004.

## روابط خارجية
- البوابة الوطنية للجماعات الترابية نسخة محفوظة 12 مارس 2018 على موقع واي باك مشين.
- المندوبية السامية للتخطيط